# Quadriga (bibeltolkningsmetod)
Quadriga, en fyrfaldig tolkning, var under medeltiden en dominerande bibeltolkningsmetod inom den romersk-katolska kyrkan.Källa behövs
I denna hermeneutiska metod bär varje Bibelord en fyrfaldig mening:
- Historisk (sensus litteralis) – det bokstavliga Bibelordet
- Allegorisk (sensus allegoricus) – ordets tillämpning på kyrkan
- Tropologisk (sensus tropologicus) – ordets tillämpning på den enskilda människan (även kallad moralisk tillämpning)
- Anagogisk (sensus anagogicus) – ordets eskatologiska innebörd.[2]

## Tillämpning
Enligt Quadriga kan en text om lovsången i Jerusalem tolkas på följande sätt:
- Historisk - Konkret tolkning att lovsjunga i templet i Jerusalem
- Allegorisk - En uppmaning till hela kyrkan att lovsjunga Herren
- Tropologisk - En uppmaning till den enskilda kristna människan att lovsjunga Herren
- Anagogisk - Om det nya Jerusalem (nämns i Uppenbarelseboken); Herren skall lovsjungas i det himmelska Jerusalem

1. ↑  Malcolm, Matthew R. (2018) (på Engelska) (Epub). From Hermeneutics to Exegesis. sid. 203. ISBN 978-1-4627-4378-0. Läst 7 augusti 2024
2. ↑  Croatto, J. Severino (1987) [1984]. Biblical hermeneutics: Toward a Theory of Reading as the Production of Meaning. sid. 4. ISBN 0-88344-583-2. Läst 7 augusti 2024